# Parafia św. Mikołaja Biskupa w Majdanie Sieniawskim
Parafia św. Mikołaja Biskupa w Majdanie Sieniawskim − parafia rzymskokatolicka znajdująca się w archidiecezji przemyskiej, w dekanacie Sieniawa. Erygowana w 1714 roku.

## Historia
Początki wsi sięgają XVI wieku, która była zwana jako Dobropol lub Wielopole. Od właścicieli tych terenów Sieniawskich została nazwana Majdan Sieniawski. W 1684 roku Mikołaj Hieronim Sieniawski ufundował cerkiew i parochię greckokatolicką. Rzymsko-katolicy należeli do parafii Sieniawa. Z powodu zbyt wielkiej odległości od kościoła parafialnego rozpoczęli starania o utworzenie parafii w Majdanie Sieniawskim. 
3 czerwca 1714 roku Adam Mikołaj Sieniawski ufundował parafię i drewniany kościół pw. św. Krzyża i św. Mikołaja Biskupa. 24 września 1714 roku bp Jan Kazimierz Bokum erygował parafię. Pierwszym proboszczem został ks. Jan Wojciech Gołyński. Przez pewien czas wikariuszem był ks. Michał Witosławski (późniejszy biskup pomocniczy w Przemyślu). Do parafii należały: Majdan Sieniawski, Adamówka, Krasne, Dobcza. Wraz z kościołem zbudowano szkołę parafialną, w której uczył organista.
26 października 1954 roku, z powodu niewyjaśnionych przyczyn kościół uległ spaleniu. Przez dwa lata trwały starania o pozwolenie na budowę nowej świątyni; dopiero po interwencji prof. Adama Grucy u najwyższych władz, w 1956 roku otrzymano pozwolenie na budowę nowego murowanego kościoła. 2 października 1960 roku odbyła się konsekracja murowanego kościoła, której dokonał bp Stanisław Jakiel.
W latach 1981–1984 w Majdanie-Końskiej Ulicy zbudowano murowany kościół filialny według projektu arch. inż. Danuty Chałupskiej, który 29 września 1984 roku bp Ignacy Tokarczuk poświęcił pw. Miłosierdzia Bożego. 
6 grudnia 2018 roku abp Adam Szal dokonał konsekracji nowego ołtarza.
Na terenie parafii jest 1 400 wiernych.
Proboszczowie parafii:
Proboszczami parafii na przestrzeni dziejów byli m.in.: ks. Wawrzyniec Ławecki (do 1820 roku), Konwent Ojców Bernardynów w Leżajsku (adm. 1820-1824), o. Adam Jankowski (adm. franciszkanin w 1825 roku), o. Adrian Ostrowicki (adm. franciszkanin w latach 1825–1830), o. Mateusz Dorecki (adm. franciszkanin w latach 1830–1832), ks. Antoni Zieliński (adm. w latach 1832–1838), ks. Łukasz Kijowski (adm. 1838–1841, proboszcz 1841–1860), ks. Wincenty Bukowski (1860–1877), ks. Roman Hanczakowski (1877–1890), ks. Andrzej Rymar, ks. Jan Sękowski (administrator), ks. kan. Józef Ramocki (1904–1911), ks. Franciszek Sokalski (od 1911 roku), ks. Karol Prokop, ks. prał. Antoni Pankiewicz (1951–1984), ks. prał. Edward Piekło (1984–2020).